# Chacra de los Márquez
La chacra de los Márquez fue el lugar en que se reunieron las fuerzas que se dirigían a luchar contra los británicos luego de la ocupación de la ciudad de Buenos Aires en 1806 durante las Invasiones Inglesas. En la misma Juan Martín de Pueyrredón y Santiago de Liniers reunieron sus tropas luego de la derrota en el combate de Perdriel para esperar los refuerzos provenientes de Montevideo para la reconquista de la ciudad.
Pese haber sido declarada de interés público municipal por la ordenanza 7048 del 28 de agosto de 1992, debido al valor histórico que representa, la pequeña parte del edificio que aún subsiste en la calle Virrey Vértiz 1051 de Villa Adelina en terrenos del ferrocarril, se encuentra en un estado de total descuido y abandono, siendo objeto de usurpación y saqueos. Surge de la comparación de la fotografía de 1990 con la de 2011, que la ventana original derecha fue tapiada, desapareciendo ventanas, postigos y la reja colonial, así como los cabios de la galería.
En el frente de la casa hay un monolito que recuerda: «De este hogar que fue la chacra de los Márquez, salió Santiago de Liniers el 9 de agosto de 1806 para reconquistar Buenos Aires; con él los gauchos de la sublevación de la campaña en las "Quarenta Leguas", realizada por Pueyrredón».

## Historia
La chacra de los Márquez era una de las más grandes estancias de la zona del Buenos Aires colonial. La misma había surgido de la fusión de las suertes de la familia Márquez, descendiente del portugués Manuel Márquez quien se había casado con Leonor Maldonado en 1683, y de la chacra de Ruiz de Ocaña, perteneciente a la familia homónima y, por tanto, el origen de la chacra de los Márquez no es sino el origen de la chacra de Ruiz de Ocaña. El 24 de octubre de 1580, Juan de Garay entregó a Juan Ruiz de Ocaña una gran estancia. La misma se extendía sobre el margen del río de las Conchas (actual río Reconquista) y abarcaba gran parte de los actuales partidos de San Fernando, San Martín y San Isidro. Incluía también las tierras donde mucho después surgiría la localidad de Villa Adelina.
Estas chacras se unificaron con el matrimonio de Juan Márquez y Ana María Ruiz de Ocaña. Ésta, a pocos años de haber sido desposada, quedó viuda (1720), con dos hijos (Fernando Miguel y Pablo). Luego del duelo, fue desposada en segundas nupcias por Pedro Aramburu, con quien tuvo descendencia también. No obstante esto, y tal como lo señalaba la ley de mayorazgo, el heredero de la suerte era el primogénito, y hacia 1741, con la muerte de Ana María Ruiz de Ocaña, Fernando Miguel Márquez quien ya revestía como teniente de caballería del regimiento de frontera, se convirtió en heredero de la chacra, de tal suerte que la finca pasó de llamarse chacra de Ruiz de Ocaña a chacra de Márquez.
Luego de Fernando, la chacra pasó a las manos de sus descendientes según la ley de mayorazgo, la cual rigió hasta 1813, cuando la Asamblea del Año XIII abolió la ley del mayorazgo, debiéndose dividir en lo sucesivo la chacra entre los descendientes del propietario de aquel entonces.

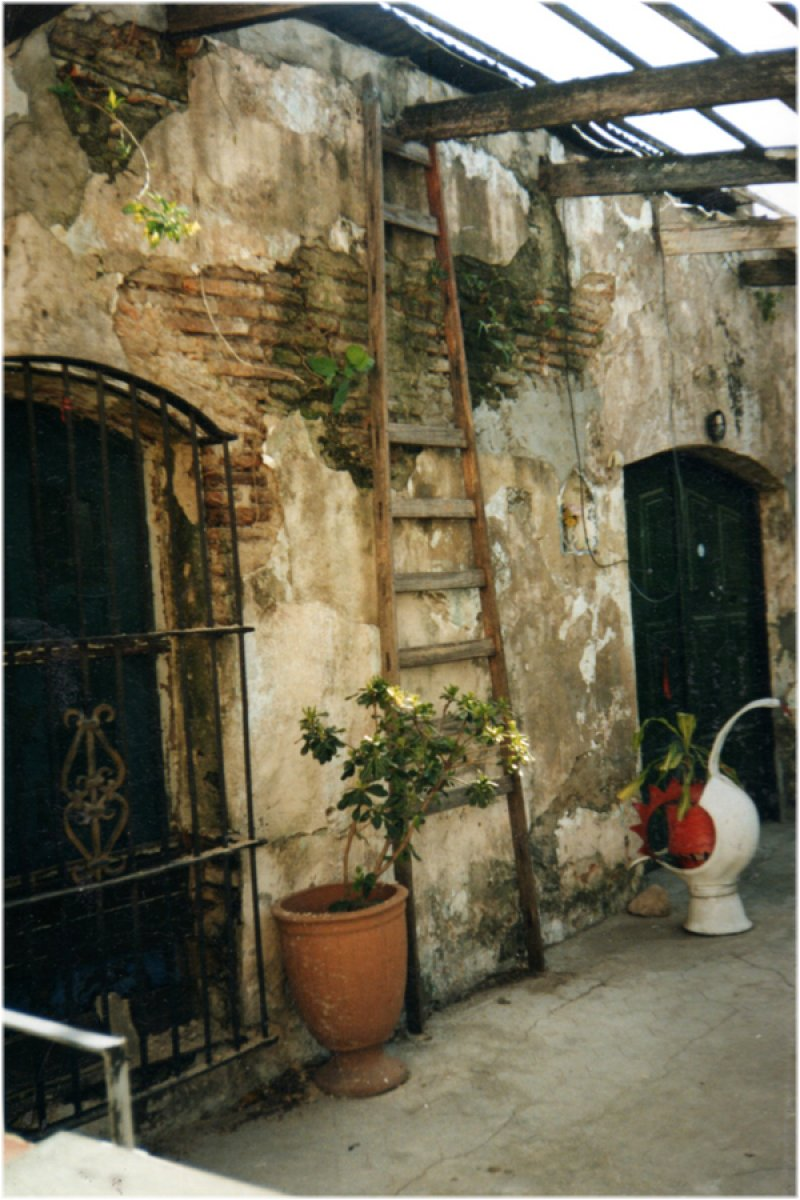
Chacra de los Márquez, noviembre de 1990.

A la muerte de Fernando en 1785, la chacra pasó a manos del teniente de caballería Pedro Mariano Márquez López Camelo, hijo del anterior y de María de la Cruz López Camelo Castaño. Éste fue su propietario hasta su muerte, cuando la heredó su primogénito el sargento mayor Bernabé Márquez López hijo del mismo y de Joaquina López Márquez. Bernabé José Márquez había nacido el 17 de mayo de 1789, falleció a los 93 años el 6 de junio de 1882 y tuvo 10 hijos. 
La finca formó parte del casco de la chacra de la familia Márquez, que la poseyó durante tres generaciones, a partir de Fernando. Su hijo Mariano y su nieto Bernabé -participante, a los 17 años, en la Reconquista-, residieron en ella. Para la época de Juan Manuel de Rosas perteneció a Genaro Rúa, juez de paz del partido de San Isidro, quien la heredó por su alianza con la familia. Hasta 1906 fue de Diego Carman y, cuando se construyó el Ferrocarril Central Córdoba (posteriormente Belgrano), fue adquirida para formar parte de sus talleres en las adyacencias de la estación Boulogne Sur Mer, erigida en 1912.
A mediados de 1806 los británicos habían ocupado Buenos Aires y pretendían dominar todo el virreinato del Río de la Plata. Mientras los hombres de librea, los personajes más importantes de la ciudad de Buenos Aires, se habían entregado y estaban coqueteando con los invasores, en la zona Norte, los Álzaga, Felipe Sentenach, Liniers, Pueyrredón, preparaban la reconquista de la ciudad. De ellos parte la convocatoria a las quintas de Baradero, Pilar, San Fernando, San Isidro, para que los quinteros se alcen y formen la tropa para pelear en forma organizada por la reconquista de Buenos Aires. Así se forma la «rebelión de los agricultores» que acuden al llamado con recursos, armas y hombres, reuniéndose en el cuartel general de Luján.
El 1 de agosto combatieron en Perdriel, hoy Villa Ballester, fueron derrotados y se retiraron siguiendo el camino que en la actualidad es la Ruta Nacional 8 y el Camino de Cintura. Se detuvieron en el ombú que estaba en Boulogne, prosiguiendo luego la marcha hasta el Cuartel de la Reconquista, la chacra de los Márquez. Allí esperaron la llegada de las fuerzas de Montevideo, Martín Miguel de Güemes, entre ellos, que comandados por Santiago de Liniers, desembarcaron en Las Conchas, hoy Tigre.
El 9 de agosto las fuerzas de Liniers y los gauchos de Pueyrredón avanzaron por el camino del Fondo de la Legua hasta Chacarita, siguiendo luego hasta los Corrales de Miserere, el 11 de agosto, ya en Retiro, comienza el combate que concluyó en El Fuerte, venciendo al invasor británico el 12 de agosto de 1806, reconquistando Buenos Aires.
A principios del siglo XX, la empresa Ferrocarril Central Córdoba, más tarde llamado General Belgrano, luego de su nacionalización, inició el tendido de sus vías. El edificio de la Chacra quedó dentro de las tierras del ferrocarril en estado de total abandono.